# 758 Mancunia
A 758 Mancunia (ideiglenes jelöléssel 1912 PE) a Naprendszer kisbolygóövében található aszteroida. Harry Edwin Wood fedezte fel 1912. május 18-án.